# A Man Betrayed
A Man Betrayed é um filme norte-americano de 1941, do gênero policial, dirigido por John H. Auer e estrelado por John Wayne e Frances Dee.

## Sinopse
Lynn Hollister, advogado que milita no interior, vai para a cidade grande provar que a morte de um jogador de basquete foi assassinato e não suicídio. Ele acaba por se apaixonar por Sabra, a bela filha de Tom Cameron, um político corrupto.

## Elenco
| Ator/Atriz        | Personagem     |
| ----------------- | -------------- |
| John Wayne        | Lynn Hollister |
| Frances Dee       | Sabra Cameron  |
| Edward Ellis      | Tom Cameron    |
| Wallace Ford      | Casey          |
| Ward Bond         | Floyd          |
| Harold Huber      | Morris Slade   |
| Alexander Granach | T. Amato       |
| Barnett Parker    | George         |
| Edwin Stanley     | Promotor       |
| Harry hayden      | Langworthy     |
| Tim Ryan          | Wilson         |
| Russell Hicks     | Pringle        |